# Pablo Amancio Borges Delgado
Pablo Amancio Borges Delgado (Baracoa, 10 de febrero de 1955) es un pintor cubano.

## Trayectoria
Cursó estudios desde 1968 a 1970 en la Academia Nacional de Bellas Artes San Alejandro y en el Instituto Superior de Arte (ISA), de La Habana.
En los años 80 fue miembro del Grupo “Versiones del Paisaje”, La Habana.

### Exposiciones personales
En 1986 presentó su exposición personal, "Grabados de Pequeño Formato". Museo de los Capitanes Generales, La Habana.
En 1993 expuso "Uno más uno. Pablo Borges. Roger Aguilar. Encuentro de Grabado’93". Galería de Arte, Galiano y Concordia, La Habana.
En 1997 lo hizo junto a Eduardo Roca (CHOCO)/Pablo Borges/Carlos del Toro en La Casona, Fondo Cubano de Bienes Culturales, La Habana, Cuba.

### Exposiciones colectivas
Desde 1975 participa en exposiciones colectivas como la "International Print Biennale Varna 81". Varna, Bulgaria.
En los años 1983-1984 se presenta en 7 Artistas Cubanos Contemporáneos. Museo Español de Arte Contemporáneo, Madrid, España.
En el año 1984 participa en la 1a. Bienal de La Habana. Museo Nacional de Bellas Artes, La Habana, así como en 1986 en VII Bienal de San Juan del Grabado Latinoamericano y del Caribe. Arsenal de la Marina, San Juan, Puerto Rico y en la "I Bienal Iberoamericana de Arte Seriado". Museo de Arte Contemporáneo, Sevilla, España.
En 1988 con Gráfica Cubana Contemporánea fue visto en el Metropolitan Museum, Tokio, Japón y en 1991 expuso en "Grabado Contemporáneo Cubano". Cuarta Bienal de La Habana.
En 1995 en el 1.er. Salón de Arte Cubano Contemporáneo. Museo Nacional de Bellas Artes, La Habana y en el año 1999 participó en La Huella Múltiple 1999. Centro de Desarrollo de las Artes Visuales/Centro de Conservación, Restauración y Museología (CENCREM), La Habana, Cuba.

## Colecciones
Sus trabajos se encuentran en las colecciones de la Casa de las Américas de La Habana, en el Museo de la Gráfica de Pequeño Formato, Lodz, Polonia, en el Museo Nacional de Bellas Artes, La Habana, en la Revista Revolución y Cultura, La Habana, en el Taller Experimental de Gráfica (TEG), La Habana, Cuba.

## Premios
- 1976 - Mención Grabado VI Salón Nacional Juvenil, Museo Nacional de Bellas Artes, La Habana, Cuba.
- 1990 - Premio de Adquisición, Bienal Internacional de 6º Retrato, dibujos y gráficos Tuzla 90; La Galería de Retratos de Yugoslavia, Tuzla, Bosnia y Herzegovina.
- 1990 - Primer Premio, Salón de Artes Plásticas UNEAC '90, Museo Nacional de Bellas Artes, La Habana, Cuba.
- 1995 - Premio -Ex-aequo- Pilar Juncosa, Talleres Miro, la Fundación Pilar y Joan Miró, Mallorca, España.
- 1995 - Mención de Honor , Primera Bienal de Grabado Latinoamericana y del Caribe, Facultad de Bellas Artes, Universidad del Atlántico, Barranquilla, Colombia.
- 1998 - Primer Premio, Trienal Internacional de Mini-Print, Tokio, Japón.
- 1999 - Distinción Por la Cultura Nacional, Ministerio de Cultura de Cuba.